# Santa Rosa, Texas
Santa Rosa là một nơi ấn định cho điều tra dân số (CDP) thuộc quận Cameron, tiểu bang Texas, Hoa Kỳ. Năm 2010, dân số của nơi này là 241 người.

## Dân số
- Dân số năm 2000: 2833 người.
- Dân số năm 2010: 241 người.